# Specialty coffee
Specialty coffee (англ.) — товарная категория кофе повышенного качества. Кофе Specialty coffee в основном  состоит из арабики, которая была выращена на высоте более 1000 м. В подобных неблагоприятных условиях кофейные деревья активно борются за выживание, отдавая все соки в плоды. Кроме того, зёрна проходят специальный процесс сортировки (до 15 ступеней) и особый способ сбора и обработки. На мешках с зерном Specialty coffee указывают не только страну, где он выращен, но также район или плантацию, кроме того, это всегда зерна только одного урожая.
Сегмент Specialty coffee является наиболее быстро растущей частью кофейной промышленности. В США этот сегмент в течение последних 25 лет увеличил свою долю рынка с 1% до 20%.
Общий мировой урожай кофе составляет порядка 10 миллионов тонн в год, из которых только 8-10% присваивается классификация  specialty.

## История
Впервые термин Specialty coffee был использован Эрной Натсен (Erna Knutsen) в 1974 году в журнале Tea & Coffee Trade Journal. Она использовала его для обозначения кофе зёрен с превосходным ароматом, которые выращивались в специальном микроклимате.

## Организации
В 1982 году в США группа ценителей кофе основала организацию Specialty Coffee Association of America (SCAA). Они начали выделять более качественный кофе, не имеющий стандартной классификации, в отдельную категорию.
Это направление в Европе стало развиваться в 1995 году, когда в Венеции состоялась первая европейская конференция, посвящённая Specialty coffee. 5 июня 1998 года на конференции в Лондоне была создана Specialty Coffee Association of Europe (SCAE), в которую вошли представители Италии, Англии, Швейцарии, Дании и других стран. С января 2017 года две эти организации официально объединились в одну — The Specialty Coffee Association. В ассоциацию входят производители, экспортеры, обжарщики, розничные продавцы и поставщики оборудования. Для популяризации кофейной культуры по всему миру ассоциация ежегодно проводит чемпионаты бариста. Дисциплин в этих чемпионатах традиционно четыре: классический чемпионат бариста, чемпионат по латте-арт, чемпионат «кофе и алкоголь» и чемпионат по кап-тестингу. В каждой стране, где есть представительства, проводятся национальные чемпионаты, победители которых едут на мировой чемпионат.